# Peter Tamm

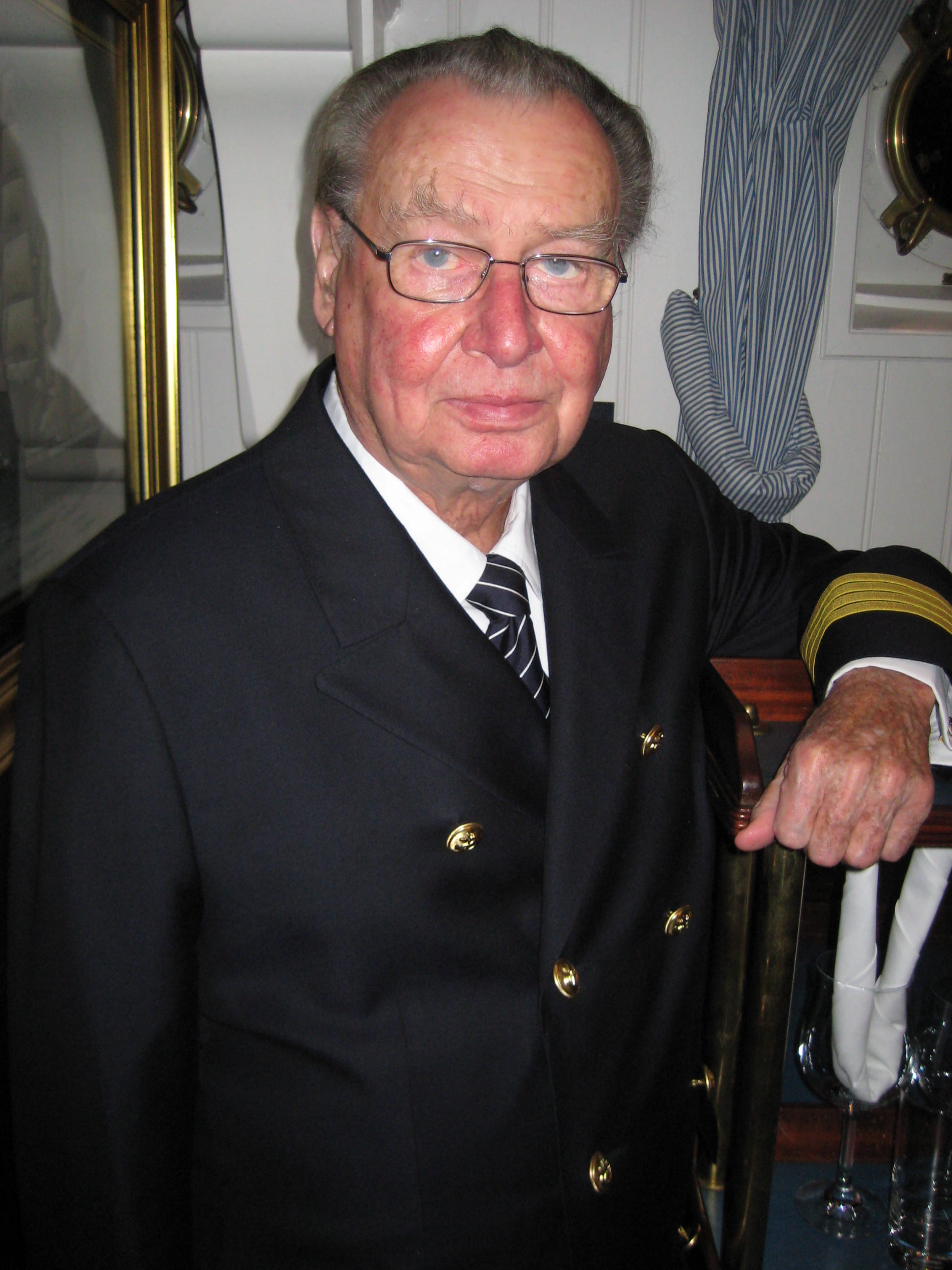
Peter Tamm in der Uniform des Ehrenkapitäns der Rickmer Rickmers (2008)

Peter Wilhelm Ernst Tamm (* 12. Mai 1928 in Hamburg; † 29. Dezember 2016 ebenda) war ein deutscher Journalist, Manager und Verleger. Bekannt wurde er als langjähriger Vorstandsvorsitzender des Axel-Springer-Verlages. In Jahrzehnten trug er die weltweit größte private Sammlung zur Schifffahrts- und Marinegeschichte zusammen, die im Internationalen Maritimen Museum Hamburg zu sehen ist.

## Leben und Wirken

### Herkunft
Tamm wurde in eine alte Hamburger Seefahrerfamilie hineingeboren, zu seinen Vorfahren gehörte u. a. Caspar Tamm. Er besuchte das Gymnasium Eppendorf. Gegen Ende des Zweiten Weltkrieges wurde er als Seekadett zur Kriegsmarine der Wehrmacht eingezogen. Er wurde auf dem Segelschulschiff Gorch Fock ausgebildet und war zuletzt im Dienstgrad eines Fähnrichs zur See.

### Springer-Konzern
1948 wurde er freier Mitarbeiter, später dann Schiffsredakteur beim Hamburger Abendblatt. Er studierte fünf Semester Volkswirtschaftslehre an der Universität Hamburg. 1958 wechselte er in das Verlagsgeschäft des Axel Springer Verlags. 1960 wurde er Geschäftsführer des Ullstein Verlages. Dort half er beim Ausbau der Berliner Morgenpost und der B.Z. Von 1962 bis 1964 war er Verlagsleiter der Bildzeitung und stellvertretender Verlagsleiter von Bild am Sonntag in Hamburg. 1964 wurde er Direktoriumsvorsitzender des Verlagshauses Axel Springer Berlin. Von 1968 bis 1991 war er (alleinzeichnungsberechtigter) Geschäftsführer der Holding Axel Springer GmbH bzw. Alleinvorstand der Axel Springer AG. Ab 1971 kam es zu mehreren Umstrukturierungen, wobei Tamm stets in der Geschäftsführung verblieb. 1986 initiierte er die neue wöchentlich erscheinende Automobil-Zeitschrift Auto Bild. 1987 gewann er den Machtkampf mit Günter Prinz, der aus dem Verlag ausschied. 1988 gründete man die österreichische Tageszeitung Der Standard mit. Weitere Beteiligungen folgten in Spanien, Italien, Deutschland und Ungarn. Einen Aufsichtsratsposten lehnte er 1991 aufgrund einer Auseinandersetzung mit seinem Nachfolger Günter Wille ab. Das US-amerikanische Wirtschaftsmagazin Forbes listete ihn 1991 als Nummer 1 (ca. 5 Millionen DM Jahresgehalt) unter den 500 bestbezahlten deutschen Managern.

### Fachverleger
1993 wurde er Geschäftsführer der mittlerweile nicht mehr existenten Gesellschaft für Medienberatung und Entwicklung GmbH. Außerdem avancierte er zum Fachverleger für Militär- und Marinegeschichte, so war er bis 2008 Verleger und geschäftsführender Gesellschafter der Verlagsgruppe Koehler / Mittler und des Schiffahrts-Verlags Hansa in Hamburg.

### Sonstige Verpflichtungen

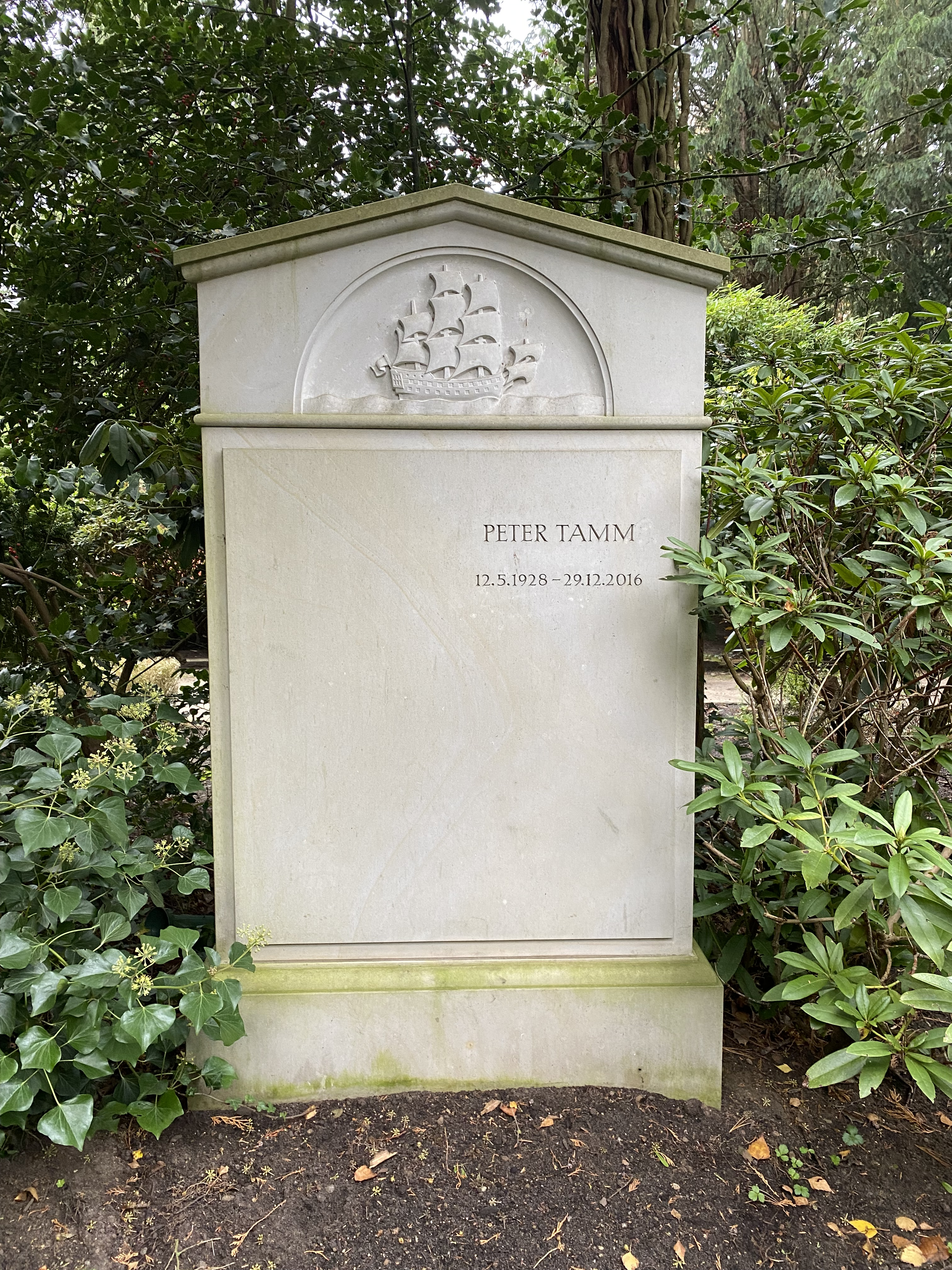
Grabstätte

Ab 1994 war er Aufsichtsratsmitglied beim Verlagshaus M. DuMont Schauberg. Außerdem wurde er Aufsichtsratsvorsitzender der Hanseatischen Verlags-Beteiligungs-AG.
Ab 2001 war er Kuratoriumsmitglied der Karl-Gerold-Stiftung. Ferner war er Kuratoriumsmitglied der Deutschen Krebshilfe und Beiratsmitglied des Freundeskreises Ausbildung ausländischer Offiziere an der Führungsakademie der Bundeswehr e. V.
Weiterhin war er Mitglied der Deutschen Gesellschaft für Schiffahrts- und Marinegeschichte.

### Familie und Privates
Er war seit 1958 verheiratet und Vater von fünf Kindern. Peter Tamm junior, der Schiffskaufmann lernte, übernahm den Verlag und die Museumsleitung.
Eine lange Freundschaft verband ihn mit dem Bibliothekar und Marinehistoriker Jürgen Rohwer.
Peter Tamm wurde auf dem Nienstedtener Friedhof beigesetzt, die Abschiedsfeier fand in der Nienstedtener Kirche statt.

## Sammlung und Museum

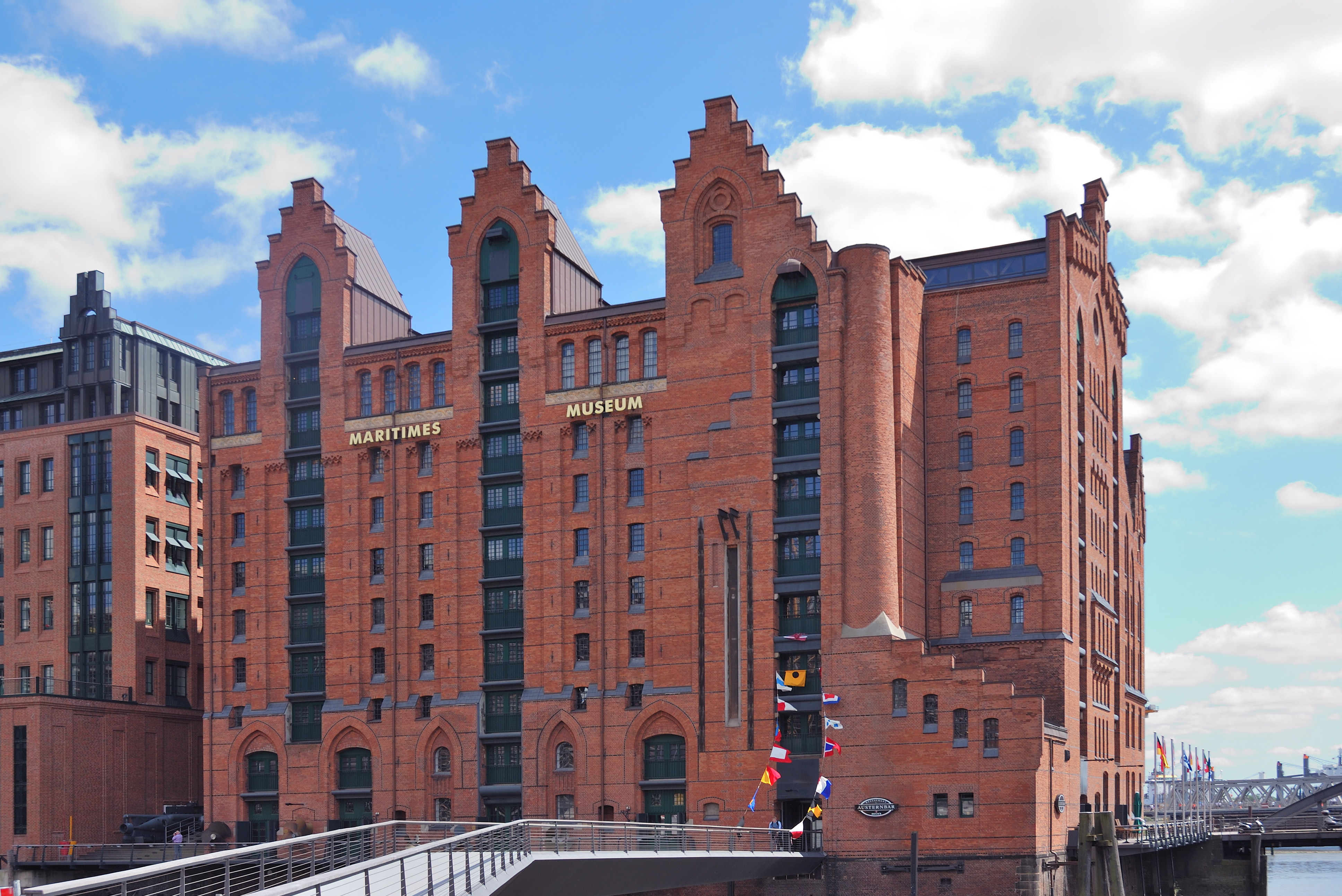
Internationales Maritimes Museum (2009)

Tamm betrieb bis 2008 das nicht öffentlich zugängliche Wissenschaftliche Institut für Schifffahrts- und Marinegeschichte an der Elbchaussee in Hamburg-Othmarschen. Die umfangreiche Sammlung, mit der er als Sechsjähriger begann, besteht aus etwa 25.000 kleinen (Maßstab 1 : 1.250) und 900 großen (Maßstab meist 1 : 100) Schiffsmodellen, 5.000 Gemälden, 120.000 Büchern und Atlanten, 50.000 Konstruktionsplänen, unzähligen Dokumenten, historischen Marineuniformen und -Auszeichnungen vom Beginn der Neuzeit bis zur Moderne, Waffen, Handwerksgeräten, nautischen und Fernmeldegeräten, Möbeln, Speisekarten, Porzellan, Silber einschließend maritimer Briefmarken und über einer Million Fotos. Die Sammlung wurde in ein neues Internationales Maritimes Museum in der Hamburger HafenCity überführt. Das Museum wurde am 25. Juni 2008 im Beisein des damaligen Bundespräsidenten Horst Köhler eröffnet.
Für die Ausstellung seiner Sammlung stellte der Hamburger Senat der „Peter Tamm Sen. Stiftung“ den ehemaligen Kaispeicher B in der neuen HafenCity für 99 Jahre kostenfrei zur Verfügung. Tamm seinerseits übertrug der Stiftung seine Sammlung unentgeltlich. Weiter bekam die Stiftung aus der Kulturförderung der Stadt Hamburg 30 Millionen Euro zur Renovierung des Kaispeichers. Auf eine inhaltliche Einwirkung auf die Präsentation verzichtete der Senat. Gegen dieses Vorgehen gründete sich 2005 die Aktion „Künstler informieren Politiker“ (KIP). An dieser Kampagne beteiligten sich mehr als 80 Künstler. Zu den Kritikern gehörte zunächst auch der in Hamburg lebende Schauspieler Rolf Becker. Nach der Besichtigung des Museums distanzierte er sich aber im Mai 2008 in einem Interview von der Aktion und deren Aussagen.

## Ehrungen und Auszeichnungen
- 1976: Bayerischer Verdienstorden
- 1986: Bundesverdienstkreuz I. Klasse des Verdienstordens der Bundesrepublik Deutschland
- 1990: Ehren-Schleusenwärter
- 1993: Großes Bundesverdienstkreuz des Verdienstordens der Bundesrepublik Deutschland
- 1994: Offizierskreuz des Verdienstordens der Italienischen Republik
- 1996: Hamburger Bürgerpreis der CDU Hamburg
- 1997: Vasco da Gama Naval Medal
- 1998: Großes Bundesverdienstkreuz mit Stern des Verdienstordens der Bundesrepublik Deutschland
- 1998: Seewart-Medaille in Silber
- 1999: Ehrenmitglied Königliche Schwedische Akademie der Marinewissenschaften
- 2001: Ehrenkreuz der Bundeswehr in Gold[8]
- 2002: Ehrentitel „Professor“ des Senats der Freien und Hansestadt Hamburg[9]
- 2003: Finnischer Orden der Weißen Rose (Kommandeur)[10]
- 2004: „Hamburger des Jahres 2004“ für sein Lebenswerk durch Hamburg 1, Die Welt und Welt am Sonntag[11]
- Ehrenkapitän des Museums- und Denkmalschiffs Rickmer Rickmers
- 2018: Orden des Ruhmes der Marine der Ukraine (posthum verliehen am 2. November 2018 im Internationalen Maritimen Museum in Hamburg)

## Schriften (Auswahl)
- mit Jörgen Bracker, Michael North: Maler der See. Marinemalerei in 300 Jahren [Sammlung Peter Tamm]. Koehler, Herford 1980, ISBN 3-7822-0244-9.